# Elleholm
Elleholm ist eine schwedische Insel sowie ein Dorf in der Gemeinde Karlshamn. Früher war Elleholm eine dänische Stadt, die zwischen 1450 und 1600 die Stadtrechte besaß.
Der Name des Ortes ist aus Abwandlungen der dänischen bzw. schwedischen Worte für Erle (el bzw.al) und mittelgroße Felseninsel (holm) zusammengesetzt.

## Geschichte
Schon im Mittelalter gab es auf Elleholm ein größeres Gut, das zusammen mit einem befestigten Schloss dem Bistum Lund gehörte. Im Laufe des Engelbrekt-Aufstands von 1436 wurde das Eigentum des Erzbischofs beschädigt, so dass König Karl VIII. Ersatzzahlungen an diesen richten musste. Heute gehört das Landgut dem Adelsgeschlecht Schander.
Rund um das Schloss entstand eine kleinere Ortschaft, die 1450 die Stadtrechte erhielt. 1564 wurde die Stadt von Schweden zerstört, wobei die Stadtrechte an Sölvesborg übergingen. Nach dem Wiederaufbau erneuerte man 1584 die Stadtrechte; doch im Jahr 1600 gingen sie endgültig verloren.

## Landschaft und Umgebung
Auf der Insel des Flusses Mörrumsån finden sich ein Hof (Elleholms  hovgård) und die Pfarrkirche von Elleholm. Auf dem linken Ufer des Flusses liegt Ortschaft Östra Elleholm, weiter dann ein Zellstoffwerk von Södra Cell AB.
Auf dem rechten Ufer liegen West-Elleholm sowie ein öffentlicher Strand, weiter westlich dann ein Naturreservat Elleholm. Es ist ein Natura-2000-Gebiet; geschützt sind die Küstenwälder sowie in gewissen Zeiten Forelle und Lachs.